# Windows Nashville
O Windows Nashville foi o nome-código para um upgrade de sistema operacional para o Microsoft Windows 95, projetado para ser lançado em 1996 como Windows 96. Para usuários do Windows 95, o Nashville era projetado para ser justamente uma atualização que preencheria a lacuna entre o Windows 95 e a próxima versão do Windows para usuários finais — Memphis (popularmente conhecida - e referida - como Windows 97 e eventualmente lançada como Windows 98). Aos usuários do Windows NT, o Nashville deveria ser uma revisão intermediária entre os lançamentos do Windows NT 4.0 e do Cairo, que deveria ser lançado junto com o projeto Memphis (após uma série de atrasos, o projeto Cairo foi rebatizado e lançado como Windows 2000). Como deveria ter sido lançado entre o Windows 95 e o Windows 97 (como o Memphis era então conhecido), a imprensa freqüentemente se referia ao projeto Nashville como "Windows 97".

## Principais Funções
A Microsoft anunciava que o Nashville adicionaria funções integradas entre a Internet e a área de trabalho do Windows 95 e do NT 4.0, com novas funcionalidades no Internet Explorer 3.0 (que fora lançado alguns meses antes do projetado para o Nashville). Traria alguns recursos novos, como o Active Desktop (exibição de sites na área de trabalho, no lugar do papel de parede) e a função de abrir documentos do Office diretamente do IE, através de controles com a tecnologia ActiveX, que começava a se popularizar.
Enquanto o projeto Nashville foi cancelado, muitas de suas funções foram introduzidas em versões posteriores do Internet Explorer e do Windows. Em particular, muito da funcionalidade da integração área de trabalho - Internet, incluindo a função combinada do Windows Explorer e do navegador, poderiam ser adicionadas ao Win95 e ao NT 4.0 instalando o Windows Desktop Update. Este update foi incluído com o Internet Explorer 4.0 (também chamado pelo código Nashville e lançado em 1997), que poderia ser instalado separadamente ou vir com o Win95 OSR 2.5 ou o 98.